# Carlos Pérez García
Carlos Pérez  (Albacete, España, 14 de enero de 1984) es un futbolista español. Juega como centrocampista.

## Trayectoria
Se formó como futbolista en las categorías inferiores el Albacete Balompié. La temporada 2001-02 Paco Herrera le hizo debutar con el primer equipo manchego, por entonces en Segunda División. Rafa Benítez le fichó para el Valencia C. F. Pasó varias temporadas en el filial y aunque fue convocado en alguna ocasión, no llegó a debutar en el primer equipo en partido oficial. La temporada 2005-06 fue cedido al Club Deportivo Alcoyano, tras lo cual se desvinculó del Valencia C. F. Luego, pasó por varios equipos de Segunda B, para fichar por el Spartak Trnava eslovaco el verano de 2008.

## Selección nacional
Ha sido internacional con la Selección de fútbol de España sub-19 y Selección de fútbol de España sub-20.

## Clubes
| Club                          | País       | Año       |
| ----------------------------- | ---------- | --------- |
| Albacete Balompié             | España     | 2002      |
| Valencia B                    | España     | 2002-2004 |
| Club Deportivo Español        | España     | 2004-2005 |
| Club Deportivo Alcoyano       | España     | 2005-2006 |
| Valencia B                    | España     | 2006      |
| Club Deportivo Eldense        | España     | 2007      |
| Unió Esportiva Castelldefels  | España     | 2007      |
| Agrupación Deportiva Alcorcón | España     | 2008      |
| Spartak Trnava                | Eslovaquia | 2008-2009 |